# Карл Йоель
Карл Йоєль (Karl Joël) (також Йоель) (* 27 березня 1864 в Гіршберзі/Силезія; — † 23 червня 1934 у м. Валенштадт) — німецький філософ.

## Життєпис
Карл Йоєль народився 27 березня 1864 р. у сім'ї рабина у Гіршберзі (Силезія). Його дядьки, Давид і Мануель Йоєль, обидва були відомими дослідниками юдаїзму та єврейської філософії. Карл Йоєль навчався в гімназії у Гіршберзі і отримав там гуманітарну освіту. У віці 18 років він почав вивчати філософію в Бреслау, де в той час читав лекції Дільтей. Після двох семестрів навчання Йоєль змінив місце навчання на Лейпциг. Там він здобув науковий ступінь доктора наук 1886 р., захистивши роботу «Про пізнання душевного розвитку і письменницького мотиву Платона».
Після навчання в університеті він переїхав до Страсбурга і продовжував займатися античною філософією. Він п'ять разів намагався отримати кафедру в Німеччині, однак усі його заяви були відхилені. Проте, його перша велика праця «Справжній і ксенофонтський Сократ» отримала визнання Георга Фердинанда Дюммлера, який порекомендував Йоєля Базельському університету.
Навесні 1893 р. Йоєль був призначений на посаду доцента у Базельському університеті. 1897 р. він став позаштатним професором, а 1902 р. штатним. 1913 р. він був обраний ректором Базельського університету. В той час він цікавився не лише античними філософами, а й іншими темами, і його філософські схильності свідчили про цілеспрямований інтерес до філософії життя. Як наслідок, 1912 р. побачила світ його головна праця «Душа і світ», у якій якнайяскравіше проявився його філософський підхід до життя.
Після появи «Душі і світу» в його філософії почали проявлятися інші тенденції. На його працю «Розум в історії», написану 1917 р., справила вплив Перша світова війна. Пізніші його праці «Історія античної філософії» і «Трансформація світогляду» орієнтовані на філософію історії. Ці дві останні праці були дуже популярними серед сучасників.
Розквіт націоналізму глибоко зачепив його як єврея. 1934 р. Йоєль помер від інсульту і був похований на єврейському кладовищі у Базелі. Він заповів більшу частину своєї бібліотеки Єрусалимському університету.

## Філософія
У своїй головній праці «Душа і світ» Йоєль відобразив своє органічне бачення, що весь світ — єдина органічна структура, яка складається з єдностей та множин. Нове відкриття того часу в області фізики про те, що фарби чи звуки складаються з поєднань вібрацій, надихнули Йоєля пояснити весь світ як організм. Таким чином, він інтерпретує сприйняття поєднання відчуттів, мислення як поєднання оптичних вражень. Він розуміє світ як динамічний процес і відкидає перевагу як матеріалістичного, так і ідеалістичного. У цій роботі він часто використовує нові на той період знання, зокрема, теорію еволюції, експериментальну психологію. Чітко прослідковується вплив Георга Зіммеля і Шопенгауера.

## Праці
- «Про пізнання душевного розвитку і письменницького мотиву Платона», 1887
- «Справжній і ксенофонтський Сократ», 1892
- «Шляхи філософів», 1901
- «Ніцше й романтика», 1905
- «Походження філософії природи з духу музики», 1906
- «Вільна воля. Розвиток у розмовах», 1908
- «Душа і світ, спроба органічного сприйняття», 1912
- «Розум в історії», 1917
- Карл Йоєль в: Шмідт, Реймонд (вид.), «Філософія сучасності у самовираженні», 1921
- «Історія античної філософії», том 1, 1921
- «Трансформація світогляду», том 2, 1928-34